# Ободник
Ободник је насељено мјесто у Босни и Херцеговини у општини Котор Варош, ентитет Република Српска. Према попису становништва из 1991. у насељу је живјело 842 становника.

## Становништво
Према попису становништва из 1991. године, мјесто је имало 842 становника.
| Демографија | Демографија | Демографија |
| Година      | Становника  | Становника  |
| ----------- | ----------- | ----------- |
| 1961.       | 324         |             |
| 1971.       | 493         |             |
| 1981.       | 520         |             |
| 1991.       | 841         |             |